# San Miguel de Aguayo
San Miguel de Aguayo è un comune spagnolo di 153 abitanti situato nella comunità autonoma della Cantabria.

## Geografia
È un comune montano di altitudine media di circa 900 metri sul livello del mare con rilievi come le cime di Mediajo Frio di 1328 metri e del Pico Jano di 1288 metri ai cui piedi è il bacino artificiale per la centrale idroelettrica di Alsa-Torina che, assieme a quello più piccolo di Mediajo e alla Garganta de Torina, stretta gola scavata dal torrente omonimo affluente del Besaya, costituisce una caratteristica del paesaggio comunale.
Il comune è costituito da tre piccoli nuclei di popolazione: San Miguel de Aguayo, Santa Maria de Aguayo e Santa Olalla de Aguyo.
Il capoluogo che dà il nome al municipio à San Miguel de Aguayo di 85 abitanti posto a 831 metri di altitudine e distante 69 km da Santander capitale della Cantabria.

## Società

### Evoluzione demografica
L'andamento demografico dell'ultimo secolo è caratterizzato come per altri comuni della Cantabria da un calo costante della popolazione scesa dai 416 abitanti nel 1900 ai
153 del 2001. Le cause di questa diminuzione sono il saldo migratorio negativo e l'invecchiamento della popolazione con conseguente aumento della mortalità e diminuzione della natalità.

## Economia
L'economia è basata essenzialmente sull'attività agropastorizia soprattutto dell'allevamento del bestiame vaccino da carne nei numerosi pascoli assieme a quello ovino, caprino ed equino. La distribuzione della popolazione a seconda dell'attività vede infatti il 43.3% della popolazione attiva impiegata nell'agricoltura e nell'allevamento del bestiame, seguito dal settore terziario dei servizi con il 36,7%, dall'edilizia con il 13,3% e dall'industria con 6,7%. Non esistono nel municipio imprese industriali, di servizi o edili e le percentuali di addetti in questi settori si riferiscono a pendolari che risiedono nel comune ma lavorano nelle vicine località di Reinosa e Torrelavega o integrano l'attività di allevamento del bestiame al lavoro come operai nei distretti industriali di quei due vicini comuni. Nel passato furono molto noti e abili, come lo sono ancora in alcuni, gli artigiani del legno che costruivano attrezzi per il lavoro nei campi. Tradizionale fu anche l'attività di produzione di carbone vegetale che veniva utilizzata nelle fucine dei fabbri e nelle ferriere, con il decadere e la chiusura di molte di queste imprese questa produzione si ridusse solo per il servizio familiare. In agricoltura è pure tradizionale la coltivazione del lino che veniva filato in casa dalle donne di famiglia. Non esistono forme di turismo non essendoci nemmeno una struttura alberghiera.

## Storia
Non esistono sul territorio testimonianze archeologiche della presenza umana nella preistoria in San Miguel de Aguayo ma dai giacimenti dei comuni vicini si può affermare che questa avrebbe dovuta esserci già nel periodo dell'Età del bronzo e l'asperità del territorio impedì forse lo stanziamento di persone nel periodo del dominio romano.
Nel Medio Evo il popolamento della zona si sviluppò nei secoli IX e X per l'insediamento di piccoli monasteri attorno ai quali si formarono i tre nuclei che oggi compongono il comune che hanno appunto nomi di santi.
In questo periodo esercitò il potere su queste terre il potente monastero di Sahagun. Alla fine del XIII secolo conquistarono il potere le famiglie nobili locali soprattutto gli Hoyos, i Quevedo e gli Aguayo che dettero il nome a queste località. Le tre località del comune erano in regime di behetria cioè le loro popolazioni di uomini liberi erano vincolate da un patto con un signore che forniva difesa e protezione in cambio della concessione in proprietà del territorio, in tutto o in parte, e con pagamento di tributi. Così gli abitanti di Olalla nel 1404 risulta che pagavano tributi alla famiglia dei Lara e non al re. Il Municipio fece parte della Hermandad de cinco villas integrata nella Merindad de Campoo.
Durante il cosiddetto Triennio Liberaledal 1820 al 1823 venne incluso nella provincia di Santander e nel 1835 divenne un comune costituzionale nei limiti territoriali attuali sempre appartenendo al partido judicial (distretto giudiziario) di Reinosa.

## Monumenti e luoghi d'interesse
Dell'architettura religiosa sono da citare le chiese parrocchiali del XVI secolo di San Miguel Arcangel in San Miguel, di Santa Maria e di Santa Olalla rispettivamente nelle località omonime. Dell'architettura civile si distinguono la Torre de los Gomez e la Torre de los Rios entrambe in San Miguel e del XVI secolo, la Casa Palacio de Obregon y Velarde del XVII secolo in Santa Maria.

## Feste
Il lunedì successivo al Corpus Christi (Corpus Domini) in Santa Maria de Aguayo, il 15 settembre la Feria ganadera fiera del bestiame d'allevamento bovino, ovino, caprino ed equino, con esposizione dei capi scelti, il 29 settembre San Miguel Arcangel in San Miguel de Aguayo, il 30 settembre San Migueluco c'è la tradizione di salire di notte sui monti dove vengono preparati e poi accesi i chindorros falò di carbone vegetale